# Москвофільство
Москвофі́льство, також москалофільство, москалофілізм — течія серед українського населення Галичини, Буковини та Закарпаття у 1850—1930-х. Західноукраїнські москвофіли мали проросійські мовно-літературні та суспільно-політичні погляди, обстоювали ідею національно-культурної єдності з російським народом, а пізніше — державно-політичну єдність із Росією. Ідеологічно західноукраїнські москвофіли були опонентами народовців. Поділялися на кілька груп. У 1909 році відбувся офіційний розкол на старокурсників та новокурсників. У сучасній політології відповідає термінам «проросійськість» і «росіянофільство», тобто підтримка дій російської влади, у тому числі й на території України; а також культурна близькість неросійських громадян до Росії.

## Виникнення
Основні передумови виникнення москвофільства: втрата українським народом власної державності, багатовікове іноземне поневолення, роздрібненість і відокремленість окремих земель, денаціоналізація освіченої еліти та низький рівень національної самосвідомості мас. Москвофільство створювалось і підтримувалось щедрим російським фінансуванням (оприлюднене при короткочасному відкритті архівів після скидання московського царизму): за сто років з 1814 до 1914 тільки в рік війни з Японією (в 1905 році) витрати на артилерію були більшими за фінансування шпигунсько-лобістської мережі (В. Мороз).
Перші прояви москвофільства на Закарпатті сягають кінця 18 — початку 19 ст., коли звідти до Росії переселилися відомі науковці й громадські діячі І. Орлай, М. Балудянський, В. Кукольник, П. Лодій, які посіли високі посади в російських урядових та наукових інституціях й користувалися великим впливом при царському дворі. Підтримуючи постійні стосунки зі своєю батьківщиною, вони сприяли зростанню там зацікавленості Росією, надто її культурним життям, мовою і літературою.
Після входження Галичини (1772 р.) і Буковини (1774 р.) до складу монархії Габсбургів австрійський уряд, зважаючи на близькість мови, релігії та культури українського та російського народів, постійно підозрював місцеве населення в тяжінні до Росії. Цю недовіру підтримували польські політичні кола, які прагнули не допустити будь-яких проявів самостійного національного життя українців, яких тут зазвичай назвивали русинами, оголошуючи їх намагання відстоювати власні права «інтригою Москви». Власне тому такий сильний спротив зустріли перші прояви національно-культурного відродження в Галичині: заснування просвітницького «Товариства галицьких греко-католицьких священників для поширення письмами просвіти і культури серед вірних» у Перемишлі, заходи митрополита Михайла Левицького з впровадження рідної мови у початкових школах, розроблення перших граматик, викладання руською мовою в університеті, діяльність «Руської Трійці».
Першим пропагандистом «общєрусскіх» ідей у Галичині був відомий ідеолог панславізму М. Погодін, який у 1835 і 1839-1840 побував у Львові й познайомився з місцевою інтелігенцією. Особливо тісні зв'язки він налагодив з істориком Д. Зубрицьким, навколо якого й почало формуватися коло прихильників російської мови та національної єдності Галицької Русі з Великоросією.

## Після революції 1848
Перетворення москвофільства в окрему суспільно-політичну течію прискорила революція 1848—1849 в Австрійській імперії. Внаслідок недостатньої зрілості, обумовленої особливостями історичного розвитку, український національний рух у Галичині поєднував у собі кілька різних національно-політичних орієнтацій (українську, проросійську, пропольську і австро-русинську), співвідношення між якими перебувало в постійній динаміці, у зв'язку з чим змінювався не лише характер самого руху, але й світогляд його окремих діячів. Поразка революції, відновлення союзу австрійського уряду з польською та угорською політичною верхівкою коштом обмеження національних прав інших народів, крах надій політичних лідерів галицьких українців на задоволення їх побажань сприяли переорієнтації значної частини духовної та світської інтелігенції Галичини й Закарпаття на іншого могутнього покровителя — російське самодержавство.
В умовах реставрації абсолютизму 1849—1859 москвофіли не могли вести відкриту політичну діяльність і зосередили свої зусилля у сфері освіти й культури. Відсутність єдиної, загальноприйнятої української літературної мови стала сприятливим ґрунтом для поширення об'єдинительських ідей. У листопаді 1848 на з'їзді руських вчених переважна більшість його учасників вирішила прийняти народну мову за основу розвитку літератури і поширення освіти. Однак, під впливом церковної ієрархії у кінцевому рішенні була допущена можливість для вираження вищих наук вдаватися до давньоруської і церковнослов'янської мов, що привело до тривалого засилля в літературі так званого язичія. Серед найбільших прихильників мовної єдності з Росією в Галичині у 1850-х рр. були Д. Зубрицький, А. Петрушевич, М. Малиновський, Яків та Іван Головацькі, І. Гушалевич, Б. Дідицький, С. Шехович та ін. У цей період під вплив москвофілів потрапили практично всі культурно-освітні установи — Ставропігійський інститут, Народний Дім у Львові та Галицько-Руська матиця, преса — Зоря Галицка, львівський та віденський Вістники, Лада, Сімейна бібліотека, видання наукових праць і шкільних підручників, викладання «руської словесності» в університеті й гімназіях, та навіть публікація законів і розпоряджень державної та церковної влади.
Подібні процеси у 1850-х відбувалися і на Закарпатті, де ширенням москвофільських ідей, у тісній взаємодії з галицькими однодумцями займалися відомі діячі національного відродження: А. Добрянський, О. Духнович, І. Раковський. Останній, зокрема, видавав зросійщеною мовою Вістник державних законів (1850—1858) та часописи Церковная газета (1856—1858) і Церковний вістник (1858). Велике сприяння москвофілам у нав'язуванні контактів з Росією надавав протоієрей російського посольства у Відні М. Раєвський.
Протистояння між обома течіями ще більше посилилося після відновлення конституційного правління в Австрії на початку 1860-х рр. Молоді українофіли відкрито виступили проти наростання тенденцій москвофільства у таборі «старорусинів» і заснували свої окремі друковані органи та культурно-просвітні організації. Періодичними виданнями москвофілів були: Слово (1861—1887), Страхопуд (1863—1865), Золотая грамота (1865—1866), Боян (1867) і Славянская 3оря (1868), Русская Рада (1871—1912), Наука (з 1871), Пролом (з 1880), Галичанин (1893—1913), Русское Слово (1890—1914), Прикарпатская Русь (1909—1915), Голос Народа (1909—1914), Русскій Голосъ (1922—1939), Русская земля (1919—1938).
Фактичне запровадження польської автономії в Галичині після поразки Австрії у війні з Прусією 1866 р. підштовхнули москвофілів до відкритого проголошення гасла національно-культурної єдності з Росією. У 1866 р. в москвофільських галицьких виданнях заявлялося, що «Русь Галицька, Угорська, Київська, Московська, Тобольська і пр. под взглядом етнографіческим, історическим, лексикальним, літературним, обрядовим єсть одна тая же самая Русь» та доводилась єдність літературної мови галицьких українців і росіян. Це спричинило остаточний розрив між москвофільською і народовською течією у суспільно-політичному житті Галичини.
У 1870 москвофіли заснували Руську Раду — політичну організацію, яка нібито мала продовжувати традиції Головної Руської Ради. На противагу «Просвіті» в 1868 утворене «Общество им. Качковського» 1876 р., яке з часом створило паралельно сітку місцевих філій і читалень в Галичині, конкуруючи з аналогічними структурами народовців. Велику увагу москвофіли надавали так званому обрядовому питанню, пропагуючи російське православ'я під виглядом очищення греко-католицького обряду від латинізації. У 1882 під впливом москвофілів оголосили про намір перейти на православ'я парафіяни с. Гнилички у самій Галичині. Австрійська адміністрація вжила рішучих заходів, щоб запобігти поширенню цієї тенденції, домігшись відставки митрополита Й. Сембратовича та найактивніших прихильників москвофілів з керівництва церкви. Суд над провідними москвофілами в 1882, відомий під назвою процесу проти О. Грабар і товаришів (А. Добрянського, І. Наумовича, В. Площанського, Й. Маркова та ін.) хоч і виправдав їх від звинувачення в державній зраді, завдав нищівного удару ідеології москвофілів, розвіявши міф про «патріотизм і вірнопідданство» лідерів «старої Русі» і довівши їх перетворення у платних агентів царизму.

## Москвофільство на Буковині
Москвофільство на Буковині — суспільно-політична течія серед українського населення Буковини, яке виникла наприкінці 1860-х pp. та була запозичена з Галичини. Прихильники даної течії обстоювали національно-культурну, а пізніше — державно-політичну єдність з російським народом і Росією. Москвофіли уособлювали частину тих українців, які не ідентифікували себе як окремий народ. Свої головні надії вони покладали на Росію, яка для них була гарантом національно-культурних та політичних прав.
Наприкінці 1860-х на Буковині виникає москвофільська течія, що була запозичена з Галичини. Москвофільство на Буковині підтримувала румунська партія, що також виступала проти онімечення та полонізації краю. Активними діячами буковинського москвофільства були І.Браник, І.Глібовицький, В.Продай, Т.Дроньта та ін. Причини поширення москвофільства на Буковині були ті ж самі, що й у Галичині — культурна та геополітична ізольованість, низький освітній та матеріальний рівень життя, створення принадливого образу Росії як захисниці православної віри та культури. Ідеологія москвофільства на Буковині являла собою суміш наївного монархізму, що уживався з властивою західним українцям лояльністю до Габсбурзької династії.
Москвофіли розгорнули активну культурно-освітню діяльність, що сприяла формуванню національної самосвідомості. У 1869 ними організоване культурно-освітнє товариство «Руська бесіда». Поряд з популярною на Буковині газетою «Слово», органом галицьких москвофілів, в 1870-ті з'являються буковинські видання: журнал «Буковинська зоря» (1870), щорічний альманах «Буковинський православний календар» (1874).
У середині 1880-х москвофільство втратило свій вплив і на Буковині, де в руки народовців перейшли головні культурні й політичні установи: «Руська Бесіда» і «Руська Рада». На москвофільських позиціях залишилась нечисельна групка діячів (В. Продан, І. Глібовицький, Г. Купчанко, Богатирець Касіян Димитрович), що гуртувалася навколо часописів «Православная Буковина» 1893—1901, «Буковински Відомости» (1895—1909), «Православная Русь» (1909—1910), «Русская Правда» (з 1880).

Втрата впливу на старі товариства примусила їхніх лідерів взятися за перегрупування сил, створення окремих, суто москвофільських організацій. Організатором та ідейним натхненником реорганізації буковинського москвофільства виступив у другій половині 80-х років ХІХ ст. уродженець Берегомета — над — Прутом Григорій Купчанко. 1888 р. у Відні Г. Купчанко починає видавати газету «Русская правда», москвофільську за духом, орієнтовану виключно на буковинські справи. Буквально через декілька місяців після появи «Русской правды», в травні 1888 р., у Чернівцях засновується молодіжна москвофільська організація «Буковіна». 

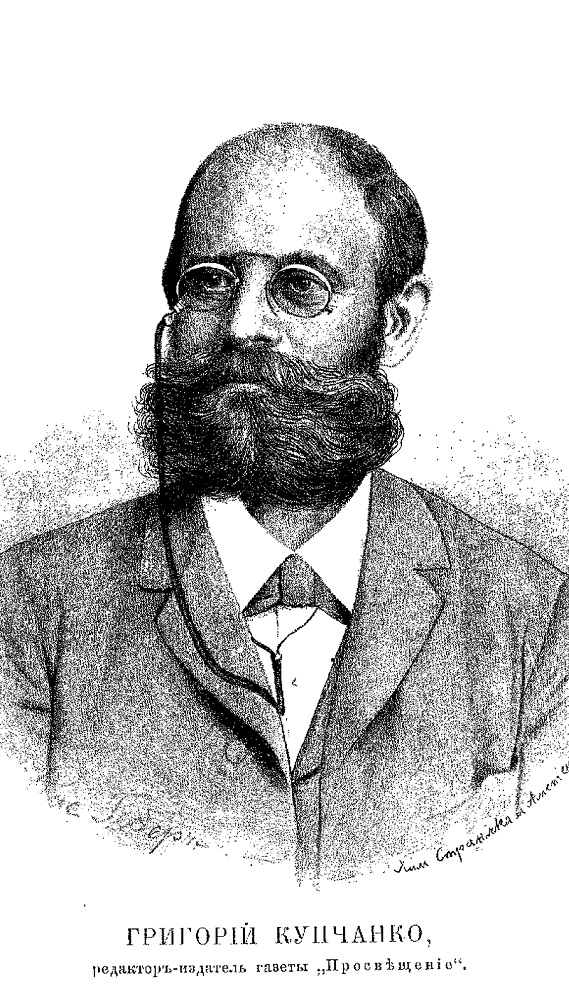
Григорій Купчанко

 Студенти з того товариства носили нагрудні стрічки кольорів російського прапора (біло-синьо-червоні), читали російську літературу і навіть переходили із язичія, яким користувалися старорусини, на більш-менш чисту російську мову, чим викликали незадоволення старшого покоління старорусинів.
Протягом 1884—1889 відбулось розмежування між народовцями і москвофілами в українських товариствах. На Буковині це означало також і певний розрив між соціальними групами, на які опиралися названі течії. Народовців підтримували переважно вчителі та службовці. Москвофіли опиралися на православне духовенство. Обидві течії докладали зусиль проникнути до супротивних соціальних груп і укріпитися серед своїх прихильників. Не випадково народовці з 1890-х посилюють агітацію серед духовенства, а москвофіли, перш за все роботою серед молоді, намагалися залучити у свої ряди майбутніх педагогів. Але, незважаючи на такі зусилля з обох боків, відмінності в соціальній базі народовців і москвофілів простежувалися до початку ХХ ст. досить помітно.
У середині 1890-х москвофіли роблять відчайдушні спроби залучити на свою сторону широкі верстви українців. Одне за одним виникають їхні товариства. 2 жовтня 1894 засновано «Общество русских женщин». Активну участь у відкритті товариства взяла О. Кобилянська, яка виголосила на установчих зборах історико-популярний реферат «Дещо про ідею жіночого руху».
Наприкінці ХІХ ст. москвофіли втратили своїх традиційних союзників — румунів. Останні не хотіли визнавати найменших національних прав українців, а колишній лідер москвофілів М. Мустяца, завдяки якому старорусини і трималися в союзі з румунами, був змушений визнати, що розмовляти румунською мовою не вміє, що викликало повне розчарування політиків із Бухареста.

## Криза москвофільства на початку XX ст
В умовах кризи власної ідеології та зміцнення позицій народовців, галицькі москвофіли у 1900 р. об'єдналися в Русскую Народную Партію, радикальне крило якої (новокурсники) на чолі з В. Дудикевичем і Д. Марковим стало на позиції повної національно-політичної єдності з Росією і прийняття російської літературної мови. Це, а також співпраця з радикальними польськими колами остаточно дискредитувало москвофілів та призвело до відходу поміркованих політичних діячів (І. Свенціцького, С. Дрималика, М. Короля та ін.) до табору українських національно-демократичних сил.
Іван Франко гостро критикував москвофілів за їх відступництво та зрадницьку позицію. Він заперечив висловлювання про «общеруську» чи навіть «всеслов'янську» єдність, від якої відмовився Михайло Драгоманов. Іван Франко називав «общерусских» з середовища русинів-українців «ренегатами, своїми запроданцями, своїми зрадниками, своїм, так мовити, сміттям». Він вважав, що «відносини українсько-руської (але не общеруської) інтелігенції до російського письменства і до великоруского, чи московського народу повинні бути такими самісінькими, як і до всякого іншого письменства, чи то до французького, чи до шведського, як і до кожного з сусідніх народів». У статті «Наше москвофільство» Іван Франко заперечуючи звинувачення у москвофільстві прихильників Русько-Української радикальної партії, лідером якої він був, зазначав, що в своїй програмі партія русько-українських радикалів стоїть на національнім русько-українськім ґрунті і націоналізм лежить в основі всієї її програми. В цій статті визнається елементарним фактом самостійність русько-українського народу від польського і російського народів. Майже впродовж усього свого творчого життя І.Франко був послідовним борцем із москвофільством в усіх його формах на галицькому ґрунті.
Іван Франко також висловив своє відношення до росіян у вірші «Не пора» (див. вірш «Не пора»).
Іванові Франку належить ініціатива ширшого вживання в Галичині назви «українці» замість «русини» — так традиційно називали себе корінні галичани. В «Одвертому листі до галицької української молодежі» (1905) Франко писав: «Ми мусимо навчитися чути себе українцями — не галицькими, не буковинськими, а українцями без соціальних кордонів…».
Іван Франко був прихильником відродження української держави. Він говорив засновнику сіонізму Теодору Герцлю, що ідея відбудови єврейської держави є рідною сестрою української ідеї відродження української держави.

## 1-а світова війна та Визвольні змагання
Деяке пожвавлення діяльності москвофілів наступило напередодні й під час Першої світової війни 1914—1918. Створений у Києві 11 серпня 1914 «Карпаторусский Освободительный Комитет» закликав населення Галичини виступити на підтримку Російської імперії. Після зайняття Львова російськими військами комітет передав свої повноваження «Русскому Народному Совету» під головуванням В. Дудикевича. Діяльність москвофілів привела до репресій австро-угорської військової влади проти мирного українського населення, арештів і масових розстрілів запідозрених у сприянні російській армії. У 1914 р. відбувся погром в Перемишлі, спрямований проти місцевих москвофілів. Тисячі українців опинилися в концентраційних таборах: Таллєргофі, Терезієнштаті, та ін. Відступ російської армії призвів до еміграції багатьох москвофілів до Росії, де багато з них розчарувалися в ідеології москвофільства, і пізніше брали активну участь в українських національно-визвольних змаганнях 1917—1921.
У той же час противники москвофільства утворили у Львові Головну Українську Раду (ГУР), яку очолив лідер УНДП Кость Левицький і для захисту краю від російських загарбників сформували Легіон Українських Січових Стрільців (УСС), до якого висловили бажання вступити майже 28 000 добровольців. УСуСуси прославили себе в боях з часто переважаючим ворогом і в майбутньому значна частина стрільців брала участь в здобутті влади ЗУНР та захисті її в складі УГА, стала членами УВО та ОУН. Реальний контакт 1914—1918 рр. з окупаційною російською армією призвів до суттєвого зниження симпатій до Росії як у середовищі українського населення, так і серед інших національностей.

## Повоєнні часи на україномовних землях Польщі
Нечисленні прихильники москвофілів у самій Галичині у 1920-30-х рр. або перейшли на комуністичні, прорадянські позиції, або ж остаточно скомпрометували себе співпрацею з польською адміністрацією. У цей час москвофільські погляди на Галичині відстоювала Руська Народна Організація, та, з 1928 — Руська Селянська організація та Руська Аграрна партія, серед найпомітніших представників — Всеволод Труш, Василь Ваврик, Роман Мирович, Семен Бендасюк, Михайло Бачинський. Дещо міцнішими були позиції москвофілів у міжвоєнний період на Лемківщині й Закарпатті, але й там наприкінці 1930-х рр. переміг український національно-державний курс. Використовували самоназву «старорусини», стали ідеологічною силою кампанії добровільного переселення в СРСР до середини 1945 р. орієнтованої на них частини населення (до 100 000).

## Діяльність на україномовних землях Чехословаччини до 1945
Хоча уряд новоутвореної Чехословаччини з 1918 проводив дружню політику стосовно національних меншин, діячі українського походження в Карпатах розкололися на дві течії, проукраїнську та проросійську; остання шукала зв'язків скоріше з білою еміграцією, аніж з радянським Союзом, тоді як проукраїнська течія, яку очолювали А. Волошин та І. Панькевич, була прибічником розширення зв'язків з Радянською Україною. Прибічник москвофільської течії, Є. Сабов розповсюджував у карпатських школах «граматику русинської мови», яка фактично становила собою граматику російської мови лише з декількома карпатськими словами. Апофеозом його діяльності став шкільний референдум 1937 р., на якому більшість українських шкіл відкинули українську граматику Панькевича на користь російської граматики Сабова.
Угорська окупація 1939 р. призвела до занепаду як українофільських, так і москвофільських організацій; активісти обох течій, які не були заарештовані, масово переселилися до Чехії або Словаччини. Частина москвофілів встановила контакти з НТС (серед таких діячів найбільш відомим був М. Мондич). Після входження Закарпаття у склад СРСР будь-які політичні організації та течії, окрім КПУ, були заборонені.

## Зауваження

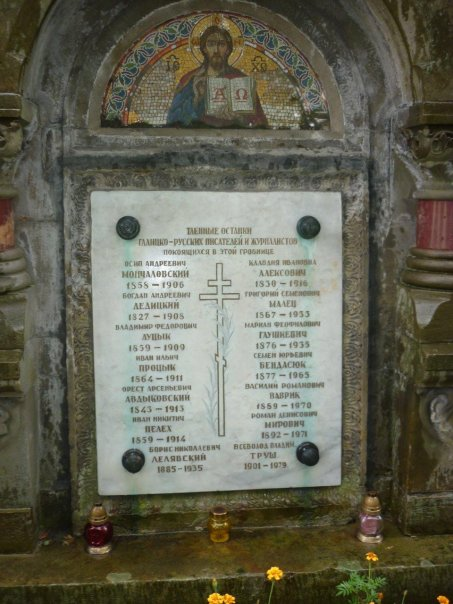
Братська могила «галицько-руських» журналістів (Львів, Личаківське кладовище)

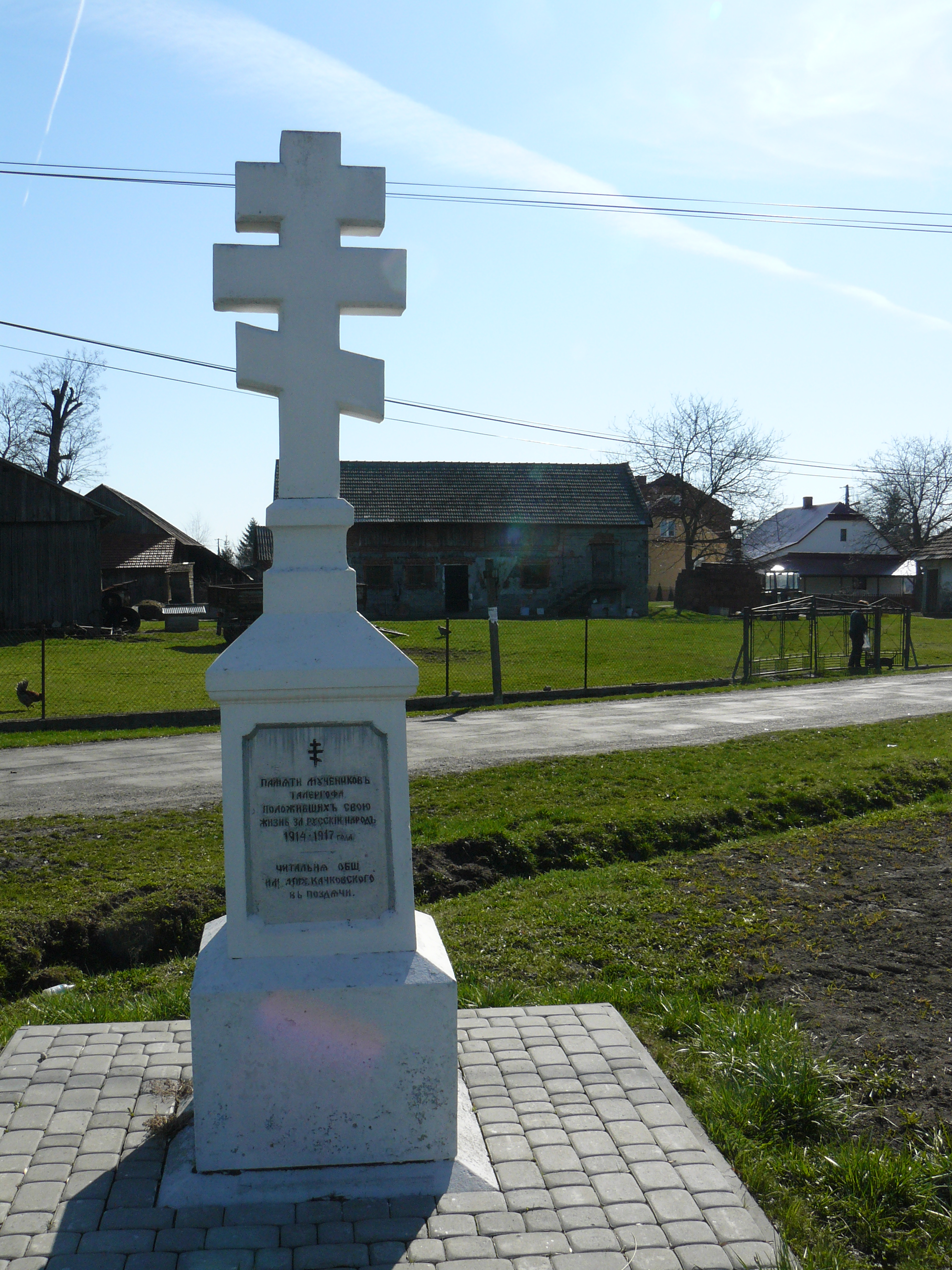
Пам'ятник жертвам Талергофа — москвофілам у Лешні

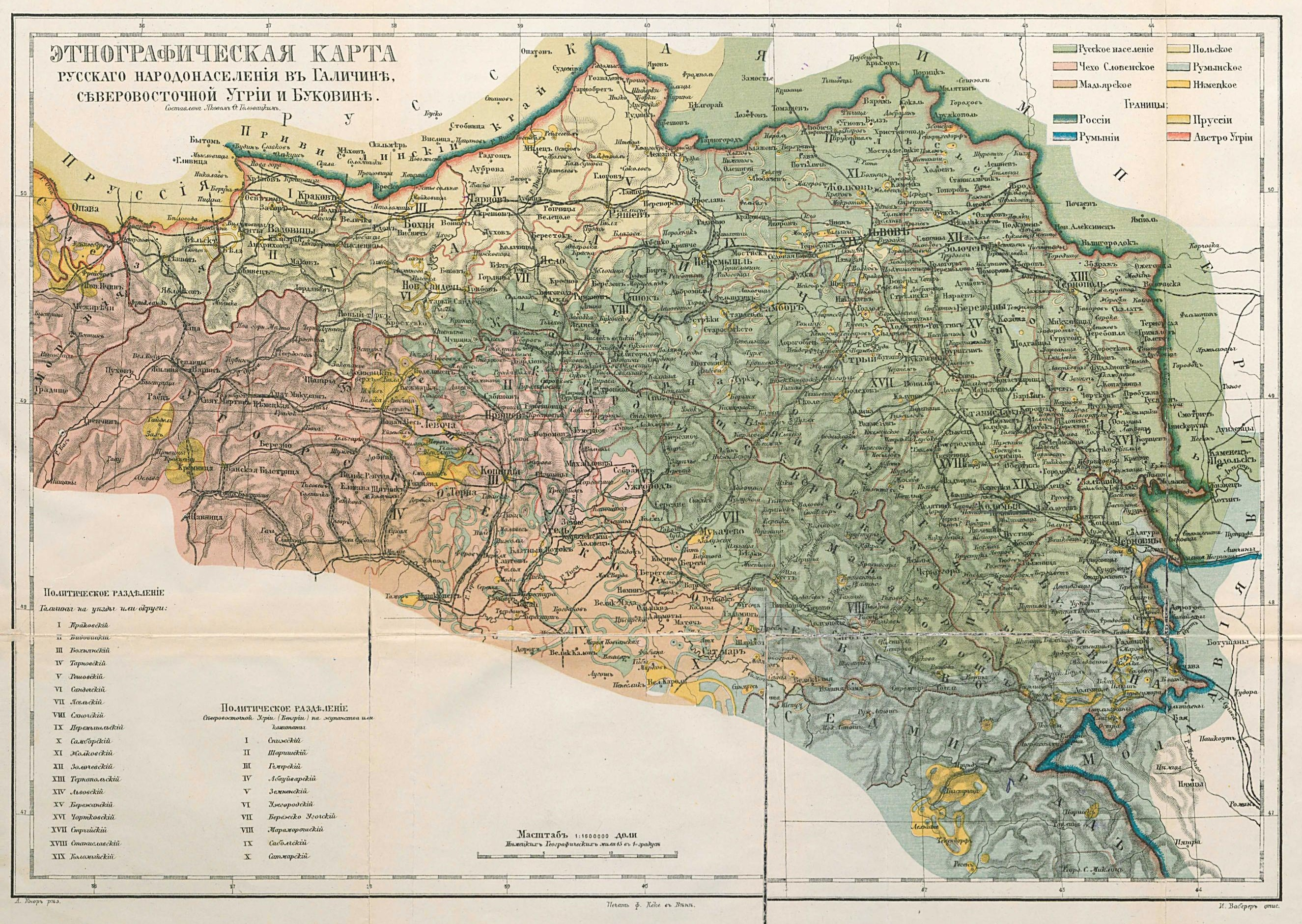
Етнографічна мапа населення Галичини та Буковини, 1878

1. ↑  іноді пишеться як москалефільство[1]